# Zsigmond Szentkirályi
Zsigmond Szentkirályi a fost primar al Clujului în perioada 1867 (1 septembrie) - 1868.